# 内尔·杰克逊
内尔·杰克逊（英語：Nell Jackson，1929年7月1日—1988年4月1日），美国女子田径运动员，主攻短跑。她曾代表美国参加1951年泛美运动会田径比赛，获得一枚金牌和一枚银牌。她也参加了1948年夏季奥运会。